# 서부고릴라

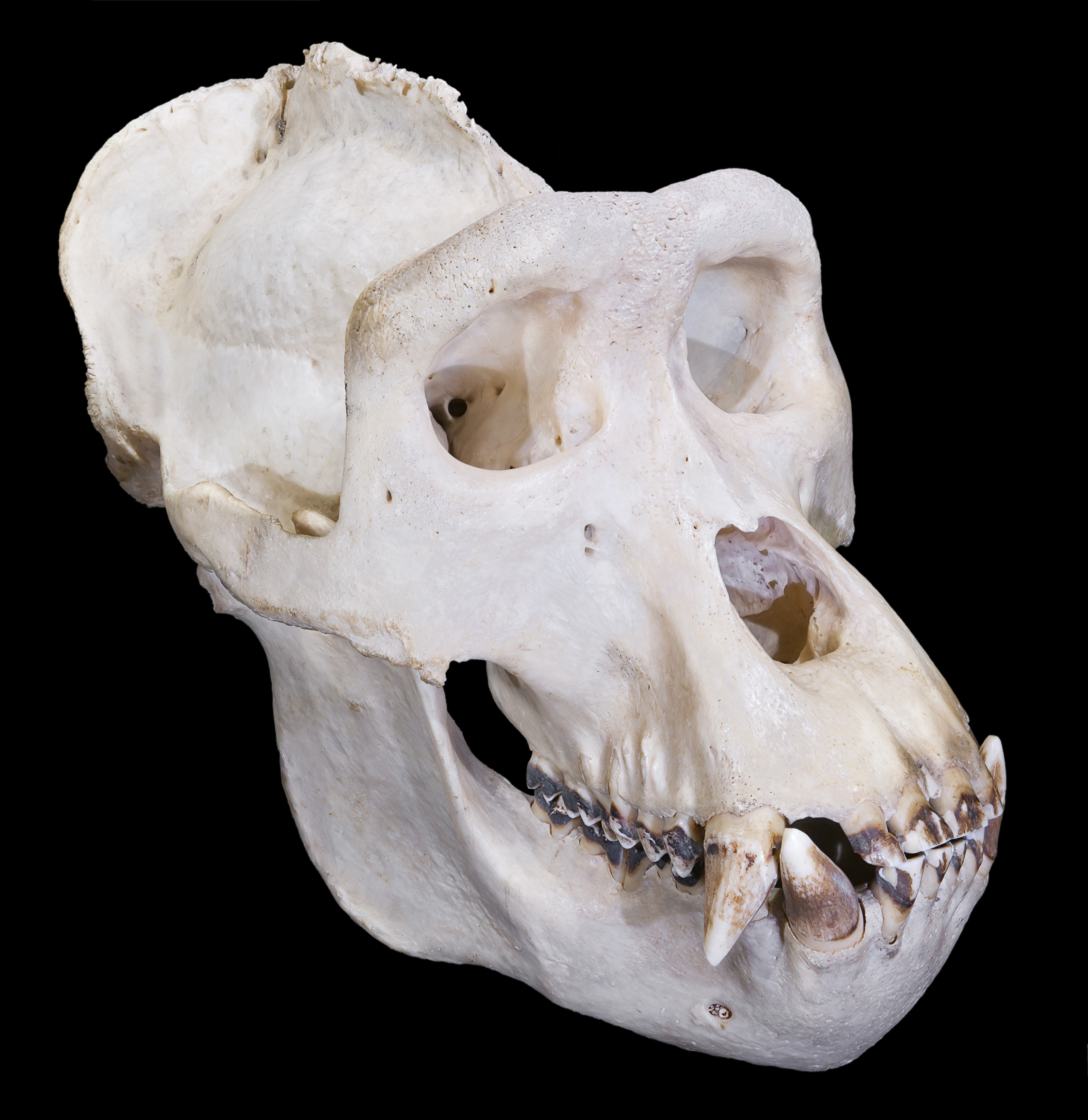
수컷 고릴라의 두개골

서부 고릴라는 고릴라속(Gorilla) 중에서 가장 흔한 종으로, 학명은 Gorilla gorilla이다.
세계보존연합목록은 서부고릴라를 멸종위기등급의 "위급"으로 분류하고 있다.

## 참조
1. ↑  Maisels, F.; Bergl, R. A.; Williamson, E. A. (2016). “Gorilla gorilla”. 《IUCN 적색 목록》 (IUCN) 2016: e.T9404A17963949. 2016년 9월 5일에 확인함.
2. ↑  국가생물다양성센터. “Gorilla”. 《국가 생물다양성 정보공유체계》.
3. ↑  “IUCN Red List of Threatened Species home”. 2009년 1월 3일에 원본 문서에서 보존된 문서. 2007년 11월 4일에 확인함.